# Destino la gloria
Destino la gloria é uma telenovela mexicana, produzida pela Televisa e exibida em 1968, pelo Telesistema Mexicano.

## Elenco
- Irma Dorantes
- Adalberto Martínez
- Miguel Córcega
- Dolores Camarillo